# Бони, Нази
Нази Бони (1909-1969) — писатель и политический деятель Верхней Вольты (ныне Буркина-Фасо). Поначалу, во времена французского правления, Бони работал учителем, но отрицательное отношение к колониализму породило трудности в отношениях с властями. В своей книге «Сумерки прошлых дней» (фр. «Le Crépuscule des temps anciens») он описал перемены в жизни традиционного общества, вызванные привнесённой извне модернизацией; в этом романе Бони призывает народ не забывать свои корни, передающиеся в основном посредством устных мифов и исторических преданий.

## Этапы политической деятельности
- В 1951 Бони был избран в Национальное собрание Франции от партии «Вольтийский союз».
- В 1955 году, после раскола Вольтийского союза, основал «Африканское народное движение» (фр. Mouvement Populaire Africain)[2].
- В январе 1957 АПД приняло участие в основании партии панафриканистского толка «Африканская Конвенция» (фр. Convention Africaine), которая, в свою очередь, позднее вошла в состав Партии африканской перегруппировки (Parti du Regroupement Africain)[3].
- С декабря 1957 по февраль 1958 Бони занимал должность президента территориальной ассамблеи[4].
- В 1959 году Бони основывает Партию Свободы для того, чтобы не допустить построения в Верхней Вольте однопартийного государства с партией власти — «Вольтийским демократическим союзом». Бони выслан в Дакар[2].
- В 1962 Бони пишет роман «Сумерки прошлых дней» (фр. «Le Crépuscule des temps anciens»), где описывает жизнь народа бваму до колонизации.